# Anna von Bourbon-Parma

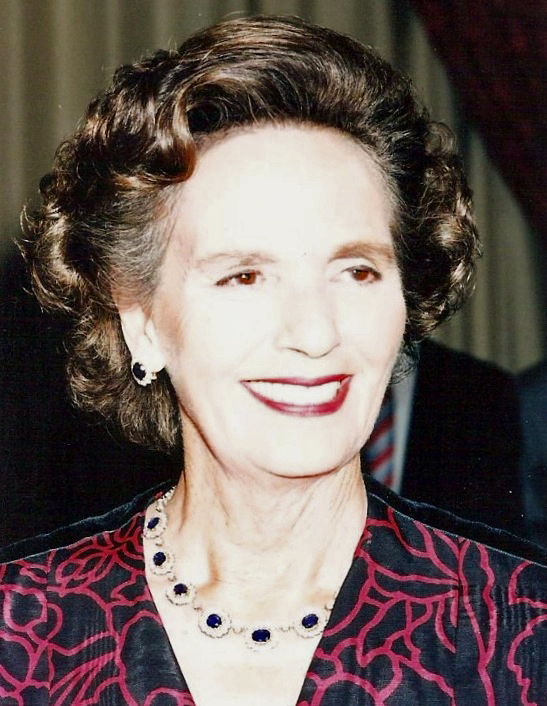
Anna de Bourbon-Parma 1991

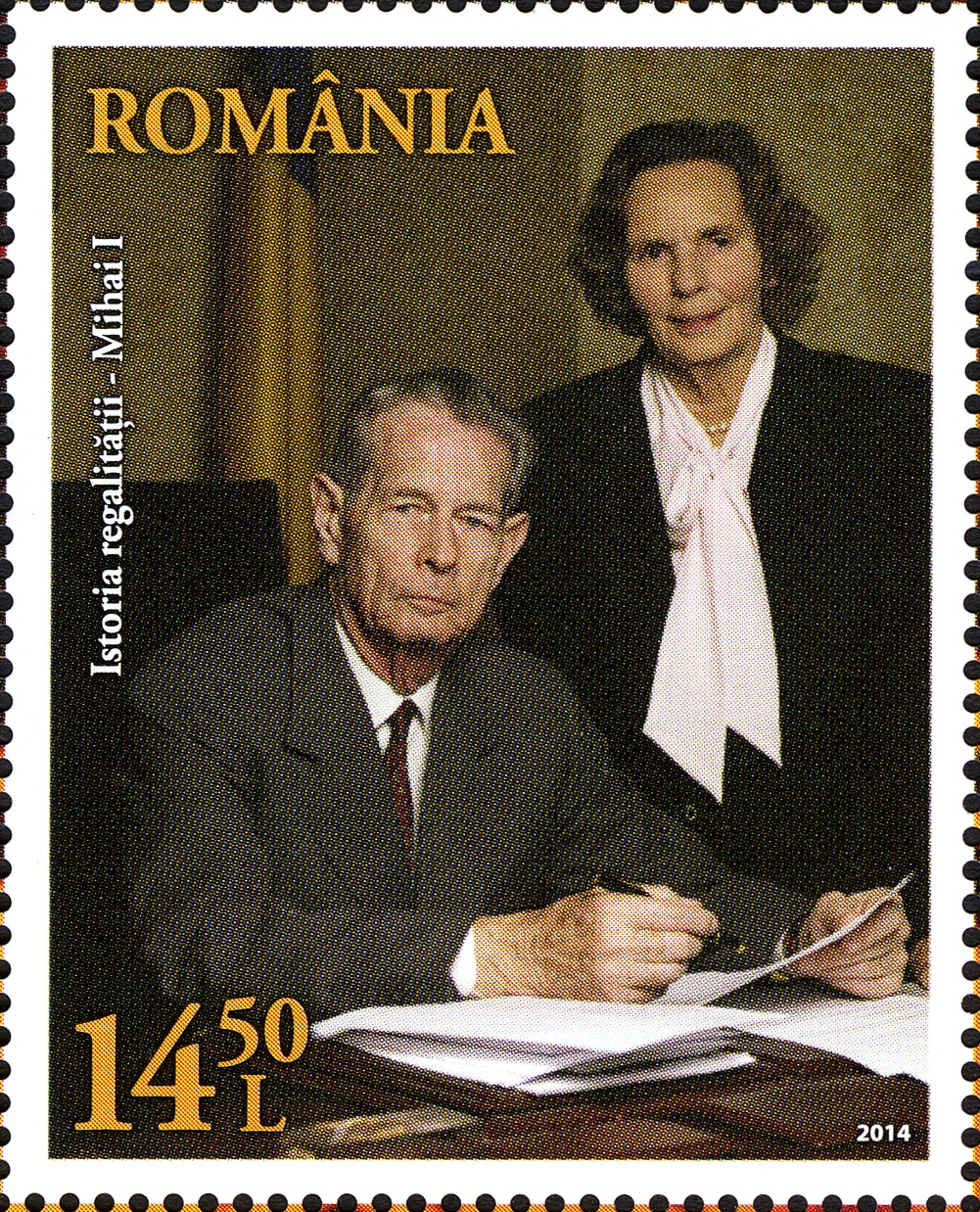
Anna und Gemahl Michael auf einer rumänischen Briefmarke 2014

Wappen der rumänischen Könige aus dem Hause Hohenzollern-Sigmaringen

Anna de Bourbon-Parma, vollständiger Name Anna Maria Antonie Françoise Zita Marguerite de Bourbon-Parma (* 18. September 1923 in Paris; † 1. August 2016 in Morges, Schweiz) war eine gebürtige Prinzessin des Hauses Bourbon-Parma und als Gemahlin Michaels I. Königin von Rumänien.

## Leben
Prinzessin Anna war die einzige Tochter von Prinz Renato von Bourbon-Parma (1894–1962), Sohn von Herzog Robert I. von Parma, und von Prinzessin Margaretha von Dänemark (1895–1992), Tochter des Prinzen Waldemar von Dänemark. Die letzte Kaiserin von Österreich und Königin von Ungarn, Zita von Bourbon-Parma, war ihre Tante.
Als Mitglied des Hauses Bourbon-Parma war sie im November 1947 in London auf der Hochzeit der britischen Thronfolgerin Elisabeth (II.) mit dem griechischen Prinzen Philip. Dort lernte sie den jungen König Michael I. von Rumänien kennen.
Am 10. Juni 1948 heiratete sie Michael in der Kapelle des königlichen Palastes von Athen. Michael war in Rumänien wenige Monate zuvor als König abgesetzt worden, aber trotz der Absetzung ihres Mannes wurde Anna als Königin von Rumänien tituliert. Das Paar bezeichnete sich jedoch als Prinz und Prinzessin von Hohenzollern.
Seit dem Sturz des Ceaușescu-Regimes lebte das Paar wieder im Elisabeth-Palast in Bukarest, jedoch ohne eine politische Funktion auszuüben. Seit 2004 lebte das Paar in Aubonne in der Schweiz. Nach ihrem Tod wurde Anna in der Kathedrale von Curtea de Argeș beigesetzt.

## Nachkommen
Das Ehepaar bekam fünf Töchter, die alle im Exil geboren wurden:
- Margarita (* 26. März 1949 in Lausanne)

⚭ 1997 Radu Duda; adoptierter Prinz von Hohenzollern-Veringen (* 1960)
- Helen (* 15. November 1950 in Lausanne)

⚭ 1983–1991 Leslie Robin Medforth-Mills (1942–2002)
⚭ 1998 Alexander Philips Nixon McAteer (* 1964)
- Irina (* 28. Februar 1953 in Lausanne) ⚭I 1983–2003 John Kreuger (* 1945); ⚭II 2007 John Wesley Walker († 2024)
- Sophie (* 29. Oktober 1957 in Tatoi bei Athen) ⚭ 1998–2002 Alain Biarneix
- Maria (* 13. Juli 1964 in Hellerup, Kopenhagen) ⚭ 1995–2003 Casimir Mystkowski

## Vorfahren
| Ahnentafel Prinzessin Anna von Bourbon-Parma  | Ahnentafel Prinzessin Anna von Bourbon-Parma                                                                       | Ahnentafel Prinzessin Anna von Bourbon-Parma                                                                            | Ahnentafel Prinzessin Anna von Bourbon-Parma                                                                      | Ahnentafel Prinzessin Anna von Bourbon-Parma                                                                                       | Ahnentafel Prinzessin Anna von Bourbon-Parma | Ahnentafel Prinzessin Anna von Bourbon-Parma                                                                          | Ahnentafel Prinzessin Anna von Bourbon-Parma                                                                                | Ahnentafel Prinzessin Anna von Bourbon-Parma                                                                                        |
| --------------------------------------------- | --- | --- | --- | --- | --- | --- | --- | --- |
| Ururgroßeltern                                | Herzog Karl II. Ludwig von Bourbon-Parma (1799–1883) ⚭ 1820 Prinzessin Maria Theresia von Savoyen (1803–1879)      | Prinz Charles Ferdinand, Herzog von Berry (1778–1820) ⚭ 1816 Prinzessin Marie Caroline von Bourbon-Sizilien (1798–1870) | König Johann VI. von Portugal (1767–1826) ⚭ 1785 Infantin Charlotte Joachime von Spanien (1775–1830)              | Erbprinz Constantin zu Löwenstein-Wertheim-Rosenberg (1802–1838) ⚭ 1829 Prinzessin Marie Agnes zu Hohenlohe-Langenburg (1804–1835) | Herzog Friedrich Wilhelm von Schleswig-Holstein-Sonderburg-Glücksburg (1785–1831) ⚭ 1810 Prinzessin Luise Karoline von Hessen-Kassel (1789–1867) | Landgraf Wilhelm von Hessen-Kassel-Rumpenheim (1787–1867) ⚭ 1810 Prinzessin Louise Charlotte von Dänemark (1789–1864) | Herzog Ferdinand Philippe d’Orléans, duc de Chartres (1810–1842) ⚭ 1837 Herzogin Helene zu Mecklenburg-Schwerin (1814–1858) | Prinz François d’Orléans, prince de Joinville (1818–1900) ⚭ 1843 Infantin Franziska Caroline von Brasilien und Portugal (1824–1898) |
| Urgroßeltern                                  | Herzog Ferdinand Karl III. von Parma (1823–1854) ⚭ 1845 Prinzessin Louise Marie Therese von Frankreich (1819–1864) | Herzog Ferdinand Karl III. von Parma (1823–1854) ⚭ 1845 Prinzessin Louise Marie Therese von Frankreich (1819–1864)      | König Michael I. von Portugal (1802–1866) ⚭ 1851 Prinzessin Adelheid zu Löwenstein-Wertheim-Rosenberg (1831–1909) | König Michael I. von Portugal (1802–1866) ⚭ 1851 Prinzessin Adelheid zu Löwenstein-Wertheim-Rosenberg (1831–1909)                  | König Christian IX. von Dänemark (1818–1906) ⚭ 1842 Prinzessin Louise von Hessen (1817–1898)                                                     | König Christian IX. von Dänemark (1818–1906) ⚭ 1842 Prinzessin Louise von Hessen (1817–1898)                          | Prinz Robert d’Orléans, duc de Chartres (1840–1910) ⚭ 1863 Prinzessin Françoise von Orléans (1844–1925)                     | Prinz Robert d’Orléans, duc de Chartres (1840–1910) ⚭ 1863 Prinzessin Françoise von Orléans (1844–1925)                             |
| Großeltern                                    | Herzog Robert I. von Parma (1848–1907) ⚭ 1884 Infantin Maria Antonia von Portugal (1862–1959)                      | Herzog Robert I. von Parma (1848–1907) ⚭ 1884 Infantin Maria Antonia von Portugal (1862–1959)                           | Herzog Robert I. von Parma (1848–1907) ⚭ 1884 Infantin Maria Antonia von Portugal (1862–1959)                     | Herzog Robert I. von Parma (1848–1907) ⚭ 1884 Infantin Maria Antonia von Portugal (1862–1959)                                      | Prinz Waldemar von Dänemark (1858–1939) ⚭ 1885 Prinzessin Marie von Bourbon-Orléans (1865–1909)                                                  | Prinz Waldemar von Dänemark (1858–1939) ⚭ 1885 Prinzessin Marie von Bourbon-Orléans (1865–1909)                       | Prinz Waldemar von Dänemark (1858–1939) ⚭ 1885 Prinzessin Marie von Bourbon-Orléans (1865–1909)                             | Prinz Waldemar von Dänemark (1858–1939) ⚭ 1885 Prinzessin Marie von Bourbon-Orléans (1865–1909)                                     |
| Eltern                                        | Prinz Renato von Bourbon-Parma (1894–1962) ⚭ 1921 Prinzessin Margaretha von Dänemark (1895–1992)                   | Prinz Renato von Bourbon-Parma (1894–1962) ⚭ 1921 Prinzessin Margaretha von Dänemark (1895–1992)                        | Prinz Renato von Bourbon-Parma (1894–1962) ⚭ 1921 Prinzessin Margaretha von Dänemark (1895–1992)                  | Prinz Renato von Bourbon-Parma (1894–1962) ⚭ 1921 Prinzessin Margaretha von Dänemark (1895–1992)                                   | Prinz Renato von Bourbon-Parma (1894–1962) ⚭ 1921 Prinzessin Margaretha von Dänemark (1895–1992)                                                 | Prinz Renato von Bourbon-Parma (1894–1962) ⚭ 1921 Prinzessin Margaretha von Dänemark (1895–1992)                      | Prinz Renato von Bourbon-Parma (1894–1962) ⚭ 1921 Prinzessin Margaretha von Dänemark (1895–1992)                            | Prinz Renato von Bourbon-Parma (1894–1962) ⚭ 1921 Prinzessin Margaretha von Dänemark (1895–1992)                                    |
| Prinzessin Anna von Bourbon-Parma (1923–2016) | | | | | | | | |